# Вилхелм I фон Золмс-Браунфелс-Грайфщайн
Вилхелм I фон Золмс-Браунфелс-Грайфщайн (на немски: Wilhelm I von Solms-Braunfels-Greifstein; * 18 април 1570; † 3 февруари 1635) е граф на Золмс-Браунфелс в Грайфщайн.
Той е син на граф Конрад фон Золмс-Браунфелс (1540 – 1592) и съпругата му Елизабет фон Насау-Диленбург (1542 – 1603), дъщеря на граф Вилхелм I „Богатия“ фон Насау-Диленбург и втората му съпруга Юлиана фон Щолберг. Племенник е на княз Вилхелм Орански (Мълчаливия) (1533 – 1584).
По-големият му брат Йохан Албрехт I (1563 – 1623) става граф на Золмс-Браунфелс в Браунфелс и Гамбах. По-малките му братя са Ото (1572 – 1610), граф на Золмс-Браунфелс в Хунген, и Райнхард (1573 – 1630), граф на Золмс-Браунфелс в Хунген.
Вилхелм I се жени на 23 август 1600 г. в Диленбург за графиня Мария Амалия фон Насау-Диленбург (1582 – 1636), дъщеря на граф Йохан VI „Стари“ фон Насау-Диленбург и втората му съпруга пфалцграфиня Кунигунда Якобея фон Зимерн (1556 – 1586), дъщеря на курфюрст Фридрих III фон Пфалц (1515 – 1576) и Мария фон Бранденбург-Кулмбах. Нейната по-голяма полусестра Юлиана (1565 – 1630) се омъжва през 1619 г., за брат му Йохан Албрехт I.

## Деца
Вилхелм I и Мария Амалия фон Насау-Диленбург (* 27 август 1582; † 31 октомври 1635) имат децата: 
- Йохана Елизабет (1602 – 1627)
- Йохан Конрад (1603 – 1635), граф на Золмс-Браунфелс-Грайфщайн, женен на 13 май 1632 г. във Франкфурт за Анна Маргарета фон Золмс-Хоензолмс (1597 – 1670), дъщеря на граф Херман Адолф фон Золмс-Хоензолмс и Анна София фон Мансфелд-Хинтерорт
- Юлиана (1605 – 1629)
- Сабина (1606 – ?), омъжена на 29 януари 1626 г. в Хунген за Георг Хартман фон Цинцендорф фрайхер фон Потендорф-Карлсбах (1603 – 1632)
- Амалия (1607 – 1608)
- Вилхелм II (1609 – 1676), граф на Золмс-Браунфелс-Грайфенщайн, женен I. на 10 август 1636 г. в Диленбург за графиня Йоханета Сибила фон Золмс-Хоензолмс (1623 – 1651), дъщеря на граф Филип Райнхард I фон Золмс-Хоензолмс и графиня Елизабет Филипина фон Вид-Рункел; II. на 24 февруари 1652 в Шилингсфюрст за графиня Ернестина София фон Хоенлое-Шилингсфюрст (1618 – 1701), дъщеря на граф Георг Фридрих II фон Хоенлое-Шилингсфюрст и графиня Доротея София фон Золмс-Хоензолмс, дъщеря на граф Херман Адолф фон Золмс-Хоензолмс
- Лудвиг (1614 – 1676), граф на Золмс-Браунфелс, женен на 26 януари 1656 г. в Даун за Анна Мария фон Крихинген (1614 – 1676), наследничка на Пютлинген, дъщеря на фрайхер Петер Ернст II фон Крихинген-Пютлинген († 1633) и графиня Анна Сибила фон Насау-Вайлбург († ок. 1643), дъщеря на граф Албрехт фон Насау-Вайлбург и Анна фон Насау-Диленбург
- Кунигунда (1615 – 1635)
- Анна Амалия (1617 – 1635), омъжена на 4 ноември 1635 г. за граф Филип Райнхард II Золмс-Хоензолмс (1615 – 1665), син на граф Филип Райнхард I фон Золмс-Хоензолмс и графиня Елизабет Филипина фон Вид-Рункел
- Ернст Казимир (1620 – 1648)